# 機動打撃師団
機動打撃師団（きどうだげきしだん）は太平洋戦争（大東亜戦争）末期に大日本帝国陸軍が本土決戦に備え急遽編成した師団の分類。

## 概要
第二次兵備の当初は決戦師団と称したが、後に機動打撃師団と改称された。
機動打撃師団は内陸部に配備され、沿岸配備師団が上陸してきた敵を防いでいるところへ前進・攻撃する任務を持つ。沿岸配備師団をも巻き込む突撃支援射撃により、敵が塹壕から頭を上げないうちに突撃部隊が死地に投じられ、逆襲により敵を殲滅する。3個歩兵連隊のほか、野（山）砲連隊、迫撃連隊や速射砲、機関砲、機関銃による強靭な火力戦闘を追求し、優秀な素質を目指した師団である。

## 一覧
- 第二次兵備
  - 第201師団
  - 第202師団
  - 第205師団
  - 第206師団
  - 第209師団
  - 第212師団
  - 第214師団
  - 第216師団

- 第三次兵備
  - 第221師団
  - 第222師団
  - 第224師団
  - 第225師団
  - 第229師団
  - 第230師団
  - 第231師団
  - 第234師団